# Samoil Michelewitsch Bilenki
Samoil Michelewitsch Bilenki (russisch Самоил Михелевич Биленький, englische Transkription Samoil Bilenky; * 23. Mai 1928; † 5. November 2020) war ein russischer Physiker, der sich mit Neutrinophysik befasste.

## Leben
Bilenky war ein Schüler von Isaak Pomerantschuk. Er wurde 1966 am JINR in Dubna promoviert. Er war in der Sowjetunion ein langjähriger Mitarbeiter von Bruno Pontecorvo in Dubna und dort Professor der dortigen Filiale der Lomonossow-Universität. Später war er am SISSA (International School for Advanced Studies) in Triest.
Er befasste sich mit Neutrinooszillationen und Physik massiver Neutrinos einschließlich der Rolle möglicher Majorana-Neutrinos (zum Beispiel neutrinoloser doppelter Betazerfall) und Neutrinos in der Astrophysik.
Er war unter anderem Gastwissenschaftler am TRIUMF in Kanada, am DESY, an der Universität Valencia, der Universität Turin und an der TU München.
2002 erhielt er den Bruno-Pontecorvo-Preis. 1999 erhielt er den Humboldt-Forschungspreis.

## Schriften
- Introduction to the physics of massive and mixed neutrinos, Springer Verlag 2010
- Introduction to Feynman Diagrams, Oxford, Pergamon Press 1974